# Partit Comunista del Sudan
El Partit Comunista del Sudan, PCS, a vegades Partit Comunista Sudanès (anglès: Communist Party of Sudan, CPS; àrab: الحزب الشيوعى السودانى, al-Ḥizb ax-Xuyūʿī as-Sūdānī) és un partit polític del Sudan. Els comunistes sudaneses foren membres als anys vint del Partit Comunista Egipci. Fou fundat separadament el 1946 i fou una força destacada entre els polítics sudanesos i el de major importància en els països musulmans, tenint molta influència als sindicats i al l'exèrcit, i una mica al sud, si bé mai va tenir gaire suport entre la població del nord i només va aconseguir un escó a les eleccions del 1953, cap a les de 1958 i uns milers de vots i cap escó a les del 1965. El 1958 fou l'únic partit que es va oposar al cop d'estat d'Ibrahim Abbud i com els altres partits va haver d'actuar a la clandestinitat; va tenir activa participació en la caiguda del règim militar el 1964 ja sota la direcció d'Abdel Khaliq Mahjoub; el gabinet de transició (1964-1965) va incloure alguns comunistes però en foren apartats abans de les eleccions i després fou declarat il·legal. El 1969 va donar suport a la revolució de maig i la seva política d'autonomia regional pel sud fou acceptada pel president Gaafar al-Nimeiry; encara que el partit va romandre oficialment dissolt, alguns comunistes van entrar al gabinet d'al-Nimeiry. El 19 de juliol de 1971 el comandant comunista Hashim al-Atta va dirigir un cop d'estat. Mercès a la intervenció de Líbia i Egipte el règim comunista establert per Atta fou enderrocat al cap de tres dies i els militars comunistes afusellats; l'exèrcit fou purgat de militars comunistes, i només en van quedar entre els sots-oficials. El secretari general del partit Abdel Khaliq Mahgoub, el ministre d'afers del Sud Joseph U. Garang, al-Shafi Ahmad El-Shaykh, secretari del sindicat, i els militars Babiker al-Nur Osman, Hashim al-Atta i altres foren executats. La forta repressió que va seguir va reduir molt la capacitat del partit que ja no va a tenir més la mateixa força. No obstant la seva política va triomfar quant a l'autonomia, ja que l'acord d'Addis Abeba de 1972 va establir una regió del Sudan del Sud amb certs poders. Va seguir existint a la clandestinitat i va elegir secretari general a Muhammad Ibrahim Nugud (1972).
Va recuperar la legalitat el 1985 fins al 1989. Es va oposar a les anomenades "Lleis de Setembre" que Nimeiry havia introduït i que incloïen la llei islàmica i proposava una constitució secular. A les eleccions de 1986 va obtenir tres escons. Va entrar (junt amb altres partits) en contacte amb el SPLA per posar fi a la segona guerra civil sudanesa que havia esclatat el 1983. Després del cop islamista del 1989 el PCS es va unir al Front Nacional Democràtic fundat el 1990. El diari al-Midan es va seguir publicant clandestinament.
Després dels acords de Machakos del 2002 i de la pau completa de Nairobi del 2005 entre el govern el SPLA, va començar a ser tolerat, però va tenir un paper marginal sota la direcció de Muhammad Ibrahim Nugud que havia estat vint anys amagat o exiliat (del 1994 al 2006 a la clandestinitat al Sudan), si bé deia que tenia el suport de treballadors, camperols, estudiants, dones i minories especialment a Kordofan del Sud (Muntanyes Nuba), al Sudan del Sud i al Darfur. El portaveu és Suleman Hamid al-Haj, activista pels drets humans i segons secretari. Es va oposar a la secessió del sud i el 28 de novembre de 2008 el secretari general va visitar Juba convidat pels comunistes del Sudan del Sud. Va acceptar finalment la independència del Sudan del Sud.